# 迷子 (テレビドラマ)
『迷子』（まいご）は、2011年2月19日午後9時 - 午後10時13分にNHK総合で放送された、単発のテレビドラマである。NHK大阪放送局が制作した。視聴率は6.6%であった。

## キャスト
- お婆さん：ユン・ユー・チュン
- 猪野ミキ：南沢奈央
- 相田雅夫：金井勇太
- 丸田大吾：忍成修吾
- 篠田君枝：中村映里子
- 富山：太賀
- 菊池：永嶋柊吾
- 木島：山田健太
- 猪野コウシ：岡田廉
- 斎藤：逢坂じゅん

## 主なスタッフ
- 制作統括：越智篤志
- 演出：中島由貴
- ＴＤ：江川治朗
- 撮影：青木智紀
- 照明：吉本和信
- 音声：藤　善雄
- ＶＥ：峯田俊介
- 作：前田司郎
- 音楽：BANANA